# کالسکو
کالسکو (به لهستانی:  Kalsko) یک روستا در لهستان است که در گمینا مینزژچ واقع شده‌است.
 کالسکو  ۴۰۰ نفر جمعیت دارد.